# Godło Syrii
Godłem Syrii jest złoty orzeł, zwrócony w prawo, z trzema pięcioramiennymi gwiazdami ułożonymi łukiem nad głową. Skrzydła orła zawierają 14 piór, symbolizujących 14 Muhafaz kraju. Przedstawia orła, zainspirowanego starożytnymi motywami w Palmyrze. 

## Godła historyczne

Godło Królestwa Wielkiej Syrii w latach 1919–1920
Godło z lat 1945–1958 i 1961–1972
Godło z czasów ZRA (1958–1961)
Godło z lat 1972–1980
Godło z lat 1980–2024
Godło z lat 2024–2025